# Афр, Дени Огюст
Дени Огюст (Диони́сий А́вгуст) Афр (фр. Denys Auguste Affre; 27 сентября 1793, Сен-Ром-де-Тарн, Франция — 27 июня 1848, Париж, Франция) — французский прелат. 126-й архиепископ Парижа с 10 июля 1840 по 27 июня 1848 года. Пытаясь выполнять посреднические функции, стал случайной жертвой расправы над Июньским восстанием парижских рабочих.

## Биография
Дени Август Аффр родился 27 сентября 1793 года в городе Сен-Ром-де-Тарн (фр. Saint-Rome-de-Tarn), в департаменте Аверон.
Поступил юношей в Духовную семинарию Сен-Сюльпис и, по окончании (с выдающимися результатами) своего богословского образования, отправился в качестве профессора в семинарию города Нант, но затем вернулся обратно в Сен-Сюльпис, где в 1818 году по принятии священства был назначен профессором догматики. В течение этого периода написал несколько книг о проблемах церковного имущества и принципах администрирования.
Вследствие болезни Афр вынужден был оставить профессуру в 1820 году и получил почётное место в Воспитательном доме в Париже, но затем в 1821 году был определён главным викарием в Люсон, в 1823 году в той же должности в Амьен, в 1834 году — кафедральным настоятелем и почетным викарием в Париже.
Благодаря сдержанности его характера, правительство Луи-Филиппа назначило его архиепископом Парижа. По вопросу о преподавании он имел серьёзные разногласия с правительством Франции в 1846 году. Уделял много внимания образованию новых приходов и образовательных учреждений.
Дени Огюст Афр написал много богословских сочинений и одно «Об иероглифах» («Новое эссе о египетских иероглифах, основанное на критике г-на Клапрота работы г-на Шампольона-младшего»).

## Гибель
25 июня 1848 года Афр отправился со своими двумя викариями (Антуан Жакме и Жюль Равине, будущие епископы Нанта и Труа) на Бастильскую площадь, чтобы убедить находившихся там восставших рабочих сложить оружие. Архиепископа убедили, что его присутствие может послужить средством восстановления мира. По просьбе архиепископа огонь был временно прекращён и он появился на баррикаде у входа в Фобур Сен-Антуан вместе с гвардейцем М. Альбетом, надевшим одежду рабочего, и сержантом Телье. Однако вскоре послышались выстрелы и повстанцы, решив, что их предали, открыли огонь по гвардейцам. 
В результате начавшейся перестрелки епископ был смертельно ранен выстрелом из ружья со стороны правительственных войск генерала Кавеньяка, что засвидетельствовал генеральный викарий Жакме. Повстанцы доставили его на импровизированных носилках в пресвитерию Сен-Антуана. Священник скончался 27 июня в парижском дворце епископа.  Его последние слова — это цитата из Евангелия от Иоанна, за которой следует призыв к миру: «Пастырь добрый полагает жизнь свою за овец своих, да будет кровь моя последней пролитой». 7 июля состоялись похороны Афра, на которые собралось более двухсот тысяч человек.